# Médiacité
Pour le journal en ligne, voir Mediacités.
Médiacité Shopping Liège est un centre commercial situé à proximité du centre de la ville belge de Liège dans le quartier du Longdoz. Avec des enseignes telles que Primark, Zara ou encore Media Markt. Le centre accueille en moyenne 8 millions de visiteurs par an.

## Historique

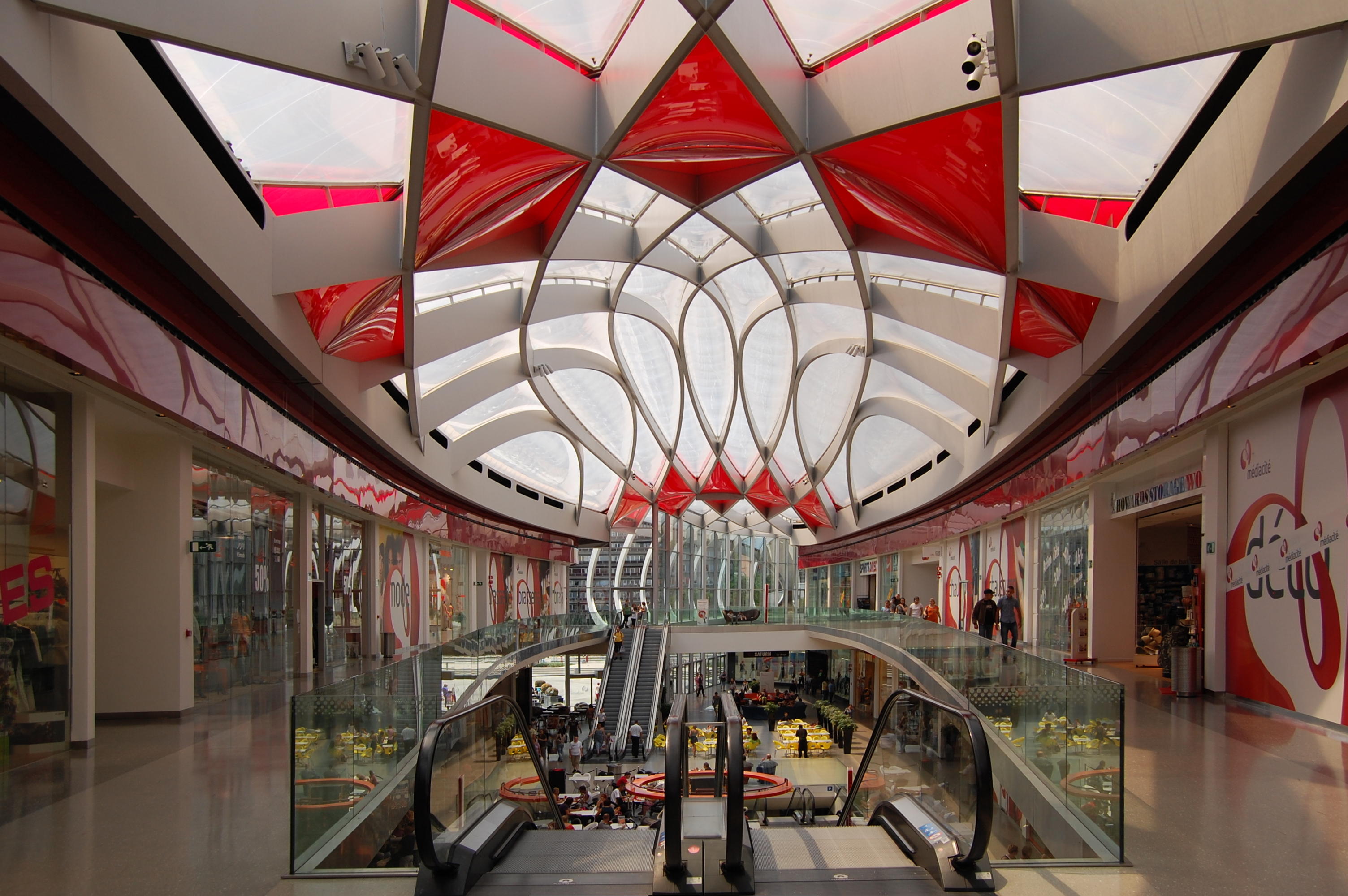
Intérieur de la galerie

Commencé en 2006, le complexe inauguré le 21 octobre 2009 comporte environ 160 000 m2 d'activités économiques, culturelles et de loisirs ayant pour thème principal l'audiovisuel et les médias.
Le centre commercial est coiffé d'une toiture monumentale, signée Ron Arad. Médiacité réintègre en partie l'ancienne galerie Centre Longdoz, elle-même construite à l'emplacement de l'ancienne gare de Longdoz détruite en 1969 ; l'autre partie du site a été construite sur le site industriel désaffecté de la manufacture de pneumatiques Englebert. L'esplanade de l'ancienne gare donnant sur la rue Grétry, connue auparavant sous le nom de « place de Longdoz », se dénomme aujourd'hui « place Henriette Brenu ».
En 2010, la nacelle d'un monte-charge sur échafaudage s'effondre faisant 2 morts et trois blessés.
En 2012, une patinoire est ouverte.
En 2016, le promoteur immobilier Wilhelm & Co vend le complexe au groupe CBRE Gloval Investors. Gesmall, filiale du groupe Wilhelm & Co, reste le gestionnaire du centre.
A partir de 2023 commence une bataille entre les commerçants de la Médiacité et le groupe immobilier CBRE, gestionnaire du centre commercial, sur l'heure de fermeture des magasins à 20h au lieu de 21h. L'année suivante, des huissiers de justice sont envoyés et les commerçants sont menacés d'astreintes,,. Plusieurs vendeuses sont alors assignées devant le tribunal de première instance.
En 2024, le centre commercial fête ses 15 ans en organisant quotidiennement des activités et animations chaque semaines. Le 15 mars, un incendie se déclare dans la patinoire, dû à une défectuosité de la resurfaceuse,. 

## Architecture
Le toit translucide de la galerie commerciale est fait de coussins d’air.

## Le complexe
En février 2020, le complexe comporte :
- un centre commercial (45 313 m2, environ 124 magasins et restaurants)
- un cluster d'entreprises consacré à l’audiovisuel et au multimédia appelé « Pôle Image de Liège »
- 2.200 places de parking[18]
- l'antenne « divertissement » de la télévision nationale RTBF - Média Rives[19]
- des studios de télévision et de cinéma
- la patinoire de Liège, qui a ouvert ses portes le 8 décembre 2012[20]
- un espace de co-working[21]

et est encore en projet :
- un complexe cinéma de 6 à 8 salles.

## Médiacité et l'environnement
Depuis son ouverture, Médiacité tend à marquer un attachement fort à l'environnement. Ce dernier passe par un tri des déchets complet, une économie d'énergie ou encore une toiture verte. Ces quelques points ont valu à Médiacité d'être le premier centre commercial belge certifié Breeam avec la mention "Very Good". Breaam se rapporte au protocole BREEAM Retail 2008 spécialement développé dans le but d'évaluer l'impact environnemental des projets commerciaux. 
Plus récemment, Médiacité a inauguré sa toiture verte où près de 3.000 panneaux photovoltaïques y ont été installés. Grâce à cette nouvelle installation, le centre s'auto-alimente de manière écologique. Ce qui permet une réduction de 309 tonnes de CO² par an, soit l'équivalent de 2.490.000 km parcourus par une voiture diesel.

## Mobilité
Médiacité est en liaison directe avec le parc de la Boverie et est reliée à la gare de Liège-Guillemins par une nouvelle passerelle sur la Meuse, La Belle Liégeoise. 
Pas moins de 8 lignes TEC assurent le service de quelque 700 bus par jour aux portes de Médiacité. De plus, il est possible de réserver un taxi directement via le Desk Info du centre. 

## Récompenses
- 2010 : « Best New Shopping Centre » décerné par le CBLCC[23]
- 2011 : « Refurbishment and Extensions Large » décerné par l'International Council of Shopping Centers (en)[24]
- 2012 :
  - « International Award » décerné par Batibouw (nl)[25]
  - « Best-of-the-best » VIVA award décerné par l'International Council of Shopping Centers (en)[26]
- 2019 : « Marketing Activation Award » décerné par le conseil des centres commerciaux BLSC[27]

## Documentaire
- 2016 : Médicatié La galerie marchande d'un designer de Juliette Garcias[28].